# Babakbawo
Babakbawo is een bestuurslaag in het regentschap Gresik van de provincie Oost-Java, Indonesië. Babakbawo telt 2470 inwoners (volkstelling 2010).